# Józef Oleksy
Józef Oleksy  (pronunciació en : /ˈjuzɛf ɔˈlɛksɨ/) (Nowy Sącz, 22 de juny de 1946 - Varsòvia, 9 de gener de 2015) va ser un polític polonès d'esquerres, ex president de l'Aliança d'Esquerra Democràtica (Sojusz Lewicy Demokratycznej, SLD).

## Biografia
En la seva joventut vivia a Nowy Sącz, i era escolanet a l'església de St. Margaret. Es va graduar a l'escola secundària Kazimierz Brodziński a Tarnów. Posteriorment, es va graduar a la Facultat de Comerç Exterior de l'Escola de Planificació i Estadística de Varsòvia (actualment Escola d'Economia de Varsòvia). Va obtenir un doctorat en economia. Va ser degà i professor en la Facultat de Relacions Internacionals de l'Escola d'Economia de Varsòvia i la Universitat Vístula a Varsòvia.

## Carrera
De 1968 a 1990 va ser membre del Partit Comunista Polonès Unit de Treballadors (PZPR). Va ser membre del consell de la principal Unió Socialista d'Estudiants Polonesos. Va presidir el Consell Nacional de Joves Científics. També va ser secretari del Comitè Universitari PZPR a l'Escola de Planificació i Estadística de Varsòvia. El 1977 va anar a treballar al Departament de Treball Ideològic i Educatiu del Comitè Central del Partit Obrer Unit de Polònia. Des de 1981 fins al X Congrés del Partit, va dirigir l'oficina del Comitè Central del Partit. El 1987-1989 va ser el primer secretari del Comitè del Partit Provincial en Biala Podlaska. El 1989 va ser membre del Consell ministerial per a la cooperació amb els sindicats. El mateix any va participar en les negociacions de la taula rodona per part del Govern. Oleksy va representar el lideratge comunista en les converses de taula rodona amb el moviment Solidaritat de l'oposició a principis de 1989.
El 1990 va ser un dels fundadors de la Socialdemocràcia de la República de Polònia, va ser president d'aquest partit del 28 de gener de 1996 al 6 de desembre de 1997 i va cofundar l'Aliança d'Esquerra Democràtica el 1999. En els anys 1989–2005, va ser membre del Sejm.
En els anys 1993-1995 va ser el Mariscal del Sejm. Del 7 de març de 1995 al 7 de febrer de 1996 va ser Primer Ministre de Polònia. Va dimitir després de ser acusat pel ministre de l'Interior Andrzej Milczanowski d'espiar a Rússia sota el pseudònim "Olin". Aquestes al·legacions mai s'han confirmat.
Durant els anys 2001-2005 va ser president del Comitè de la Unió Europea al Sejm, i va ser l'encarregat d'alinear totes les lleis i regulacions poloneses abans que Polònia s'unís a la Unió Europea el 2004. El 2004 va ser membre del Parlament Europeu i de la Convenció sobre el futur d’Europa, que va ser l'encarregada de produir un projecte de constitució perquè la Unió Europea finalitzés i l'adoptés.
A principis del 2004 va assumir el càrrec de ministre de l'Interior. Entre el 21 d'abril de 2004 i el 5 de gener de 2005 va ser mariscal del Sejm.
El registre d'una conversa privada que Jozef Oleksy va mantenir amb un dels empresaris més rics de Polònia, Aleksander Gudzowaty, va "filtrar-se" als mitjans de comunicació el 22 de març de 2007. Les cintes suggereixen corrupció al partit SLD. Oleksy va acusar l'expresident Aleksander Kwaśniewski de procediments financers il·legals i va parlar molt durament de l'aleshores líder de l'SLD, Wojciech Olejniczak, i de diversos altres membres del partit. Aviat va deixar l’SLD. Va tornar a ingressar a l'SLD l'1 de febrer de 2010 i el 12 de maig de 2012 va esdevenir vicepresident d'aquest partit.

## Vida privada
Józef Oleksy es va casar amb Maria Oleksy. Tenia dos fills.
Des de 2005 havia estat lluitant amb el càncer. Va morir el 9 de gener de 2015. El 16 de gener de 2015 es van celebrar cerimònies fúnebres amb representants de les autoritats estatals, entre elles el President Bronisław Komorowski, el Primer Ministre Ewa Kopacz i el Mariscal del Sejm Radosław Sikorski, en la catedral de camp de l'exèrcit polonès a Varsòvia. Józef Oleksy va ser enterrat en el cementiri militar de Powązki.

## Honors i premis
- : 
  - Gran Creu de l'Orde Polònia Restituta (2015, pòstuma)
  - Creu d'Oficial de l'Orde de Polònia Restituta
  - Creu de Cavaller de l'Orde de Polònia Restituta (1984)
  - Creu de Plata del Mèrit (1972)
  - Medalla del Mèrit per a la Defensa Nacional
- : Gran Creu 1a Classe Orde al Mèrit de la República Federal Alemanya
- : Gran Creu de l'Orde al Mèrit de Lituània (2004)